# Kohiba
Kohiba (šp. Cohiba) je marka dve vrste premijum cigara. Jedna vrsta se proizvodi na Kubi u , kompanija duvana koja se nalazi u državnom vlasništvu. Druga vrsta se proizvodi u Dominikanskoj Republici za američku kompaniju . Ime Kohiba potiče od Taio reči za duvan.
Kubanski brend koristi duvan koji potiče iz kubanse regije Vuelta Abajo. Kubanska kohiba je počela sa radom 1966. kao privatna kompanija koja je proizvodila samo ograničenu količinu cigareta. Snabdevala je isključivo Fidela Kastra i ljude koji su bili na visokim državnim pozicijama u Komunističkoj partiji Kube i kubanskoj vladi. Vremenom ovaj proizvod je postao svetski poznat brend i postao je simbol prestiža. Široj javnosti je omogućena kupovina ovih cigareta tek 1982, kada je i izašla prva reklama. Kohiba  je dobio najveće ocene na slepom ocenjivanju, uključujući 93 boda od magazina Cigar Aficionado i 90 bodova od Blind Man's Puff.
Ime The Us Cohiba je registrovano u SAD-u od strane General Cigar Company 1978. Pod tim imenom cigarete su bile poizvedene za američko tržište u Dominikansoj Republici u velikim količinama od 1997. Jedina veza američkih i kubanskih kohiba cigareta je ime Kohiba, ali američke cigarete ne sadrže kubanksi duvan i zbog toga je to jedini Kohiba brend koji se može legalno prodavati na teritoriji Amerike.

## Kubanska Kohiba

### Istorija
Počeci kubanske kohibe datiraju još od 1960-tih, kada je pukim slučajem Fidel Kastro probao cigare koje su pripadale njegovom ličnom telohranitelju, koje je pravio manufaktor Eduardo Ribera. Ove cigare su se toliko svidele Kastru da je počela specijalna nebrendirana proizvodnja koja se nalazila pod budnim okom obezbeđenja.
Proizvodnja specijalnih cigareta za diplomate bila je pod uslovima najveće i najstrože bezbednosti, zbog straha od prethodnih neuspešnih pokušaja atentata CIA-e na Fidel Kastra, Raul Kastra i Če Gevaru.
Kubanski kohiba brend je formalno osnovan 1968. pod vođstvom Cubatabaco, kubanska državna organizacija za marketing. Direktor Cubatabaco je tražio od Avelino Lara, šef El Lauguito fabrike, da kreira novu superpremijum marku koja će se razlikovati od ostalih kubanskih cigareta. Prvih par godina od početka proizvodnje samo se nekoliko hiljada cigareta proizvodilo godišnje. One su bile namenjene isključivo određenim diplomatama i poklanjane su se kao diplomatski pokloni.
Kubanski kohiba brend se 1982. po prvi put pojavio na tržištu van američke teritorije u Španiji za vreme Svetskog kupa. U vreme prvog javnog objavljivanja, kohiba marka se sastojala samo od tri veličine- vitolas: Paneleta, Corona Especial i Lancero. Godine 1989. kompanija je uvela još tri vitolasa: Robusto, Equsito i Esplendido. Ovih šest veličina su danas poznate kao klasične serije koje se svakodnevno proizvode.
Habanos SA je 1992. objavio prvu veličinu cigareta pod nazivom Linea 1492., čije je ime serije posvećeno Kristoferu Kolumbu i njegovom putovanju do Amerike.
Pored regularnih veličina cigareta, Habanos SA redovno proizvodi ograničene količine Kohiba cigareta za specijalne događaje kao što su: Habanos festival, godišnjica brenda i njihovo godišnje izbacivanje specijalnih veličina cigareta, koje su upakovane u tamnije i starije listove duvana. Godine 2007, Habanos je predstavio novu liniju ”Maduro 5” u tri veličine.
Habanos SA koristi ime Kohiba za proizvode koji su nevezani za cigare, kao što je ćerka kompanija Extra Cohiba Cognac koja proizvodi kubanski konjak od 1999.
1992. Godine je oko 3.4 miliona Kohiba cigareta proizvedeno, a ukupno je proizvedeno 60 miliona različitih marki kubanskih cigareta.

### Duvan
Kubanska kohiba koristi najbolji duvan koji se uzgaja na teritoriji Kube. Duvan za Kohiba cigarete se bira sa najboljih plantaža u regiji Vuelta Abajo. Godine 1992. koristile su se samo 10 pažljivo izabranih plantaža, oko 700 ara, za proizvodnju Kohiba cigareta. Tačna lokacija ovih plantaža se i danas čuva kao tajna. Dalja obrada ovih plantaža je dodatno selektovana u zavisnosti od kvaliteta cigareta.
Duvan za punjenje Kohiba cigareta je jedinstven među kubanskim cigaretama zbog specifične treće fermentacije u drvenoj buradi u fabrici El Laguito, zarad specifičnog ukusa koji se razlikuje od drugih cigareta. Sve Kohiba cigarete su se prvenstveno pravile u El Lauguito fabrici, vila koja se nalazi na periferiji Havane, koja je 1961. bila pretvorena u žensku školu pravljenja i uvijanja cigareta. Proizvodnja nekih veličina Kohibe se kasnije premestila u fabriku Partagas u Havani, koja je dobijala već prerađen duvan od El Laguito fabrike.

## Generalna Kompanija Kohiba Cigareta ()

### Istorija
Posle kubanske revolucije došlo je do prelaska privatnog u državno vlasništvo kubanske industrije duvana zajedno sa drugim kompanijama. U tom periodu veliki broj proizvođača duvana je emigrirao u susedne države, Dominikanska Republika, Honduras i Nikaragva, i nastavio sa uzgojem i proizvodnjom Kohiba cigareta. Kubanska industrija je zahtevala da ime brenda ostane u vlasništvu države Kube, međutim, završilo se paralelnim korišćenjem imena Kohiba. Posledice revolucije su bile i sankcije SAD-a na sva kubanska proizvodna dobra, što je uticalo na prodaju drugih privatnih kubanskih cigareta iz okolnih država.
Generalna kompanija cigareta je privatna kompanija koja nema nikakvih afilijacija sa kubanskom kompanijom cigareta. Generalna kompanija je prvi put registrovala Kohiba ime u SAD-u 1978. i zatim krenula sa prodajom na tom tržištu 1980-tih. Proizvodnja i prodaja ovih cigara je doživela porast i kompanija je počela sa proširenjem 1990-tih.
Državna kompanija Cubatabaco je kao odgovor na korišćenje ime Kohiba od strane Generalne kompanije podnela legalnu kampanju za uzimanje autorskih prava na ime i ukidanje prava na korišćenja tog imena od strane Generalne kompanije. 
Ovi legalni sporovi su razrešeni 19. juna 2006, kada je američki Vrhovni Sud odbio peticiju Cubatobaca. U februaru 2005. doneta je konačna odluka, kojom Generalna kompanija dobija sveobuhvatna prava na ime Kohiba u državi SAD. Generalna kompanija na poleđini svojih kutija cigareta sadrži objašnjenje da kompanija nema nikakvih afilijacija sa kubanskim brendom.